# مغامرة النزيلة الملثمة
مغامرة النزيلة الملثمة (بالإنجليزية: The Adventure of the Veiled Lodger)‏ واحدة من 56 قصة قصيرة لشيرلوك هولمز من تأليف السير آرثر كونان دويل. واحدة من 12 في سلسلة كتاب قضايا شرلوك هولمز. نشرت القصة في 1927.

## الترجمة العربية
مغامرة النزيلة الملثمة، مؤسسة هنداوي، ترجمة إسلام سميح الردان ومراجعة هاني فتحي سليمان.